# 贝勒韦夫尔
贝勒韦夫尔（法語：Bellevesvre，法語發音：[bɛlvɛvʁ]）是法国索恩-卢瓦尔省的一个市镇，属于卢昂区。

## 地名
该地名“Bellevesvre”发音为[bɛlvɛvʁ]，字母“s”不发音，《世界地名翻译大辞典》与《世界地名译名词典》将其误译作“贝勒韦斯夫尔”。

## 地理
贝勒韦夫尔（46°50'28"N, 5°21'52"E）面积7.13 平方千米，位于法国勃艮第-弗朗什-孔泰大區索恩-卢瓦尔省，该省份为法国中部省份，北起顺时针与科多尔省、汝拉省、安省、罗讷省、卢瓦尔省、阿列省和涅夫勒省接壤。
与贝勒韦夫尔接壤的市镇（或旧市镇、城区）包括：布雷斯地区穆捷、沙佩勒沃朗、托尔普。
贝勒韦夫尔的时区为UTC+01:00、UTC+02:00（夏令时）。

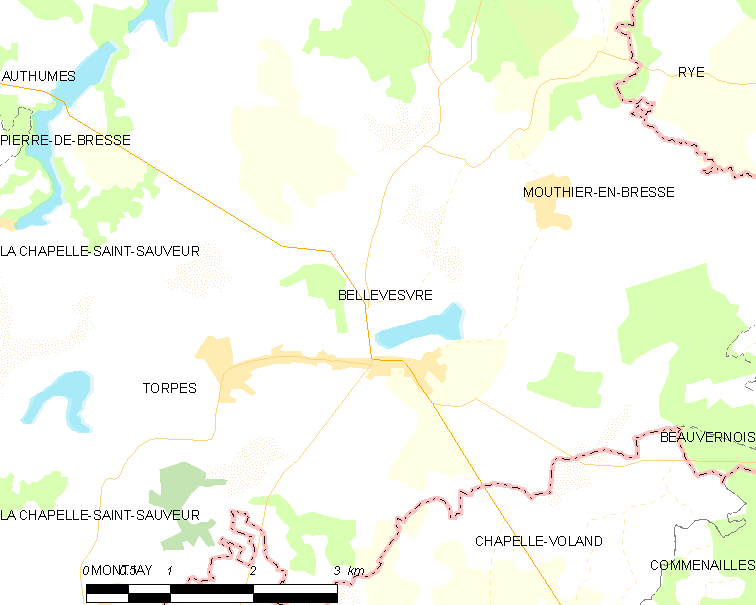
贝勒韦夫尔的OSM定位图

## 行政
贝勒韦夫尔的邮政编码为71270，INSEE市镇编码为71029。

## 政治
贝勒韦夫尔所属的省级选区为皮埃尔德布雷斯县。

## 人口

1962-2008年间贝勒韦夫尔人口变化图示

贝勒韦夫尔于2022年1月1日时的人口数量为306人。